# Kontraproduktivno vedenje na delovnem mestu
 Kontraproduktivno vedenje na delovnem mestu se nanaša na kakršnokoli namerno vedenje organizacijskega člana, ki ga delovna organizacija vidi kot nasprotujočega njenim legitimnim interesom. Definirano je kot prostovoljno vedenje, ki krši pomembne organizacijske norme in tako ogroža blagostanje organizacije oziroma njenih članov, ali pa obojega. Namesto da bi delo potekalo v skladu s cilji organizacije, je akcija usmerjena direktno nasproti tem ciljem.
Kontraproduktivno vedenje ločimo od kontraproduktivnosti. Kontraproduktivnost je oprijemljiv produkt kontraproduktivnega vedenja. Kontraproduktivno vedenje gledamo kot faceto delovne storilnosti, ki reflektira vedenja raje kot rezultate. Na primer, kršitev varnostnih predpisov se ne odziva nujno v poškodbah na delu, kar prikazuje razliko med kontraproduktivnim vedenje in kontraproduktivnostjo.
Neproduktivnost na delovnem mestu je lahko namerna ali pa nenamerna. V prvem primeru gre predvsem za doseganje osebnih ciljev, ki niso v skladu z organizacijskimi cilji. Obstajajo pa tudi primeri, ko delavec nenamerno škoduje podjetju s svojim delom zaradi pomanjkanja sposobnosti za opravljanje dela. Tako kot je produktivnost podjetja oz. delavcev odvisna od kompleksne interakcije med karakteristikam delavca in značilnostim delovnega okolja, je tudi neproduktivnost rezultat le-tega.

## Modeli različnih avtorjev
Robinson in Bennett sta leta 1995 ločila kontraproduktivno vedenje na dva ločena aspekta: deviantnost, usmerjeno proti organizaciji in deviantnost, usmerjeno proti drugim osebam.
Kontraproduktivno vedenje so pazljivo razčlenili tudi Sackett in kolegi (Sackett, Berry, Weinman in Laczo, 2006). Predlagali so hierarhično razlago s širokim faktorjem kontraproduktivnega vedenja na vrhu, dvema manj širokima faktorjema organizacijske deviance in interpersonalne deviance na srednjem nivoju ter individualnimi kontraproduktivnimi vedenji, kot so kraja, sabotaža in zloraba nedovoljenih substanc na najnižjih nivojih.
Gruys in Sackett sta nadalje razdelila kontraproduktivno vedenje na 66 različnih vedenj, ki sta jih združila v 11 generalnih kategorij. 

Kategorije:
1. Kraja in povezano vedenje (kraja denarja ali lastnine, podarjanje produktov ali storitev, neprimerna uporaba popusta za zaposlene)
2. Uničevanje lastnine ( poškodovanje ali uničevanje lastnine, sabotaža produkcije)
3. Neprimerna uporaba informacij (razkrivanje zaupnih informacij, ponarejevanje podatkov)
4. Neprimerna uporaba časa in resursov (zapravljanje časa, opravljanje zasebnih opravkov med delovnim časom)
5. Nevarno vedenje (ni sledenja varnostnih procedur, ni učenja le teh)
6. Nizka kvaliteta dela (namerno počasno ali površno delo)
7. Zloraba alkohola (uporaba alkohola na delovnem mestu, prihajanje na delo pod vplivom alkohola)
8. Zloraba drog (posedovanje, uporaba, prodaja drog na delovnem mestu)
9. Neprimerne verbalne akcije (prerekanje s strankami, verbalno nadlegovanje sodelavcev)
10. Neprimerne fizične akcije (fizični napadi na sodelavce, spolno nadlegovanje sodelavcev)
11. Delovanje proti podjetju
12. Sabotaža
13. Odsotnost z delovnega mesta (absentizem)
14. Zloraba informacij

Drugi so predlagali alternativne modele kontraproduktivnega vedenja, na primer Vardi in Weiner (1996) sta razlikovala med tremi tipi: S-vedenje storjeno zaradi osebnega pridobivanja (kraja) , O- vedenje za pridobivanje organizacije (nepravilen prikaz dobička) in D-uničevalna vedenja (sabotaža, napad). O tip vedenja sega korak dalje od tega, kar so predlagali Sackett in njegovi kolegi, vendar je po letu 2000 dobil več pozornosti zaradi različnih škandalov v gospodarstvu.

## Posamezna kontraproduktivna vedenja

### Nepoštenost
Kraje zaposlenih so velik problem v mnogih organizacijah, posebno v maloprodajnih trgovinah. Leta 1993 je Murphy ocenil, da letne izgube ameriških korporacij zaradi tatvin zaposlenih znašajo med 5 in 50 milijard dolarjev. Nedavna ocena obsega kraj v manjših podjetjih (Zipkin, 2004) vrednost ocenjuje na skoraj 130 000 dolarjev na leto, kraje pa pogosto zagrešijo knjigovodje in tisti z dostopom do sredstev podjetja. Ta ocena je verjetno prenizka, saj zabeležene kraje navadno podcenjujejo dejansko število kraj. Nepoštenost vključuje več kot le kraje proizvodov zaposlenih, na primer »krajo časa« oz. neprimerno porabo delovnega časa (zamujanje, prezgodnje odhajanje, neupravičena bolniška) in nepošteno komunikacijo s strankami, sodelavci ali nadrejenimi. Vsa ta vedenja zmanjšujejo produktivnost z dvigom cene produkcije, zniževanjem učinkovitosti produkcije ali obojim. Nekatere raziskave predlagajo, da je tatvina vsaj delno lahko posledica občutkov neenakosti in zaznanih kršitev principov pravice. Organizacije navadno poskušajo nadzorovati nepoštenost skozi modifikacijo vedenj, usmerjenih k organizaciji, ter iščejo načine, kako bi nadzorovali ta vedenja z uporabo selekcijskih baterij, ki vključujejo merjenje integritete ali /in zavestne ocene.

### Sabotaža
Sabotaža zaposlenih je definirana kot namernost škodovati, motiti ali omajati organizacijske operacije zaradi osebnih interesov saboterja z ustvarjanjem neželene publicitete, poškodovanjem lastnine, destrukcijo delovnih razmerij in škodovanjem sodelavcem ali strankam. Čeprav sta Chen in Spector (1992) odkrila, da je visok nivo sabotaže povezan z nizkim nivojem zadovoljstva zaposlene osebe, tako vedenje vključuje tudi druge dinamike. V delovnem okolju je mnogo nezadovoljnih delavcev, vendar jih malo sabotira svoje podjetje. Zelo verjetna je kombinacija nekaterih osebnostnih faktorjev (ekstremno nizki nivoji zavestne in emocionalne stabilnosti, ki meji na patološko) z visokim nivojem nezadovoljstva in izobčenja.

### Absentizem
Absentizem pomeni odsotnost od dela. Je ena izmed najbolj pogostih pojavnih oblik delovne neproduktivnosti. Meri se s tem, koliko časa je posameznik odsoten z delovnega mesta in kako pogosto se to dogaja (frekvenca).
Delodajalci z vsako odsotnostjo zaposlenih izgubljajo denar, zato odsoten zaposleni ne more biti produktiven zaposleni. Čeprav je odsotnost z razlogom (bolezen, poškodba) seveda prepoznana kot legitimna, se veliko delodajalcev trudi minimizirati take odsotnosti skozi znižanje stresa ali zviševanje varnosti na delavnem mestu. Največ pozornosti pa industrijsko organizacijski psihologi posvečajo »izogibljivi« odsotnosti: tistim situacijam, ko se zaposleni odloči izostati od dela zaradi razlogov, drugačnih od bolezni ali poškodbe. Nicholson in kolegi predlagajo, da je odsotnost funkcija neformalnega razumevanja med delavci in supervizorjem, ali delavčevo oceno dovoljenega v organizaciji.

### Zamujanje
Zamujanje je opredeljeno kot prihajanje na delovno mesto kasneje, kot je predvideno ali pa odhajanje z delovnega mesta prej, kot je predvideno. Ugotovljeno je bilo, da zamujanje V Združenih državah Amerike letno prinaša 3 milijarde dolarjev izgube.

### Trpinčenje na delovnem mestu
Trpinčenje na delovnem mestu ali mobing je opredeljeno kot vsako ponavljajoče se ali sistematično, graje vredno ali očitno negativno in žaljivo ravnanje ali vedenje, usmerjeno proti posameznim delavcem na delovnem mestu ali v zvezi z delom in se loči od nadlegovanja, ki je opredeljeno kot vsako nezaželeno vedenje, povezano s katerokoli osebno okoliščino, z učinkom ali namenom prizadeti dostojanstvo osebe ali ustvariti zastraševalno, sovražno, ponižujoče, sramotilno ali žaljivo okolje. O trpinčenju govorimo takrat, ko sta izpolnjena dva pogoja pogostost (trpinčenje se izvaja dovolj pogosto) in pojavnost (trpinčenje se pojavlja dovolj časa).
Ustrahovanje je ena izmed oblik blažjega trpinčenja na delovnem mestu. Ustrahovanje na delovnem mestu se opredeli kot ponavljajoče se žaljivo (napadalno), zlonamerno in ponižujoče vedenje do sodelavca z namenom škodovati posamezniku ali pa podjetju. Takšno vedenje je v večini primerov nenapovedano, neracionalno in nepravično.

### Brskanje po internetu
Veliko časa delavci, ki pri svojem delu uporabljajo tudi računalnik, porabijo za brskanje po internetu, katerega uporaba pa ni povezana z njihovim delom. To se povečuje iz leta v leto, predvsem zaradi razvoja informacijske tehnologije. Neka raziskava je pokazala, da 64% delavcev uporablja internet za osebne potrebe, takšno brskanje po internetu pa povzroči 40% upad v produktivnosti.

### Spolno nadlegovanje na delovnem mestu
Spolno nadlegovanje na delovnem mestu je implicitne in eksplicitne oblike. Zavrnitev ali pa prijava spolnega nadlegovanja lahko povzroči, da nadrejeni delavca celo odpusti ali pa da mu posredno ustvari delovno okolje, ki je zanj neprijetno.

### Zloraba drog na delovnem mestu
Zloraba drog vpliva na prihajanje na delovno mesto, uspešnost delavca ter na samo varnost na delovnem mestu, saj lahko odvisnost povzroči resne zdravstvene težave.

### Kraja
Kraja na delovnem mestu je opredeljena, ko si delavec prilasti stvari, ki niso njegove, lahko pripadajo ali podjetju ali pa sodelavcem. Krajo je torej tako prilastitev svinčnikov kot poneverbe. Nekoč so ocenili, da je vsaj že 45 % podjetij izkusilo finančno prevaro, s povprečno izgubo 1,7 milijona dolarjev. Veliko organizacij uporablja ti. teste integritete, s katerimi že na začetku med selekcijimi razgovori ugotavljajo nagnjenost.

## Povezava kontraproduktivnega vedenja z različnimi dejavniki

### Raziskave
Raziskave so identificirale osebnostne faktorje, ki so najbolj povezani s kontraproduktivnim vedenjem. Vendar je kontraproduktivnega vedenja proporcionalno manj kot produktivnega vedenja, zato ne smemo predvidevati, da bo nekdo, katerega osebnostne lastnosti korelirajo s kontraproduktivnim vedenjem, v resnici kontraproduktiven. Faktorji, kot na primer situacijske ovire (priložnost za krajo), občutki nepravičnosti, ter celo individualna potreba igrajo vlogo v nastanku kontraproduktivnega vedenja. Podrobnejša supervizija zmanjša kontraproduktivno vedenje, kazenski supervizorski stili pa ga povečajo. Marcus in Schuler (2004) sta nekatere splošne teorije kriminalnega vedenja aplicirala na kontraproduktivno vedenje, in predpostavila, da je ključ pomanjkanje samokontrole s strani posameznika. Roberts, Harms, Caspi in Moffit (2007) so ugotovili, da so se mladi odrasli, ki so kot otroci in mladostniki izkoriščali, grozili in fizično škodovali vrstnikom, na delovnem mestu bolj verjetno vedli kontraproduktivno. Colbert in kolegi (2004) so ugotovili, da se zaposleni z visoko izraženo vestnostjo in sprejemljivostjo, sploh če jim je všeč njihovo delo, manj verjetno vedejo kontraproduktivno. Berry, Ones in Sackett (2007) opozarjajo, da so z individualno deviantnostjo povezani drugi faktorji kot z organizacijsko deviantnostjo. Drugi predlagajo, da je s kontaproduktivnim vedenjem povezan narcisizem (Penney in Spector, 2002), odprtost za izkušnje (Salgado, 2002), negativne emocije in jeza (Spector in Fox, 2002) ter nizka ponižnost (Lee, Ashton in Shin, 2005).

### Povezava z dolgočasjem
Dolgočasje na delovnem mestu, na primer monotonost in ponavljajoče se delo, glede na mnoge raziskave vpliva na zaposlene. Osebe, ki poročajo o višjem nivoju dolgočasja na delovnem mestu, so več časa odsotne, se pogosteje umaknejo iz organizacije ali dajo odpoved, so manj zadovoljne z delom in so manj delovno učinkovite. Te ugotovitve dajejo podporo povezavi med dolgočasjem na delovnem mestu in kontaproduktivnim vedenjem. Osebe z visoko potezo zdolgočasenosti, ki izhaja iz zunanjih vplivov, se lahko z izkušnjo dolgočasja poskušajo kosati z uničevanjem lastnine, krajo in izogibanjem delu ali odpovedjo. Po Spectorjevem in Foxovem modelu službenega stresa in kontraproduktivnega vedenja je dolgočasje na delovnem mestu stresor ali aspekt delovnega okolja, ki vodi do negativnih emocij in na koncu do kontraproduktivnega vedenja.

#### Implikacije
Poleg tega, da morajo menedžerji posvečati pozornost stresu in kontraproduktivnem vedenju, raziskave predlagajo tudi, da morajo menedžerji zmanjšati dolgočasje na delovnem mestu. Koraki do tega vključujejo zmanjševanje monotone narave dela kolikor je to mogoče, ali zagotoviti odmore med dolgimi periodami rutinskega dela. Nekatere redukcije pri delu lahko omogočijo z vključitvijo tehnologije v delovno mesto. Menedžerji bi morali vedno iskati načine, da povečajo kvaliteto narave dela zaposlenega. Način za to je povečati obseg projektnega dela in dovoliti delo na več stopnjah v projektu. Kot sta predlagala Hackman in Oldham v modelu službenih karakteristik: imeti občutek odgovornosti za izide dela pomaga motivirati zaposlene. Bolj motivirani delavci tako manj verjetno občutijo dolgčas in zato manj verjetno delajo kontraproduktivno. Še ena pomembna implikacija za učenje kosanja z dolgočasjem je, da zaposleni z nagnjenostjo k dolgočasju zmorejo produktivno ravnati v situacijah, kjer je verjetno, da se bodo dolgočasili. Spretnosti spoprijemanja vključujejo učenje osebe, naj si vzame kratke premore, da zmanjša občutja dolgčasa, naj pogosteje menjava med več nalogami, ali pa naj se nagrajuje, da ohrani svojo motivacijo za delo.

### Povezava s kognitivnimi sposobnostmi
V preiskavah v kriminologiji so odkrili povezavo med kognitivnimi sposobnostmi in izvršenimi kriminalnimi dejanji, zato predvidevamo, da je inteligentnost negativno povezana tudi s kontraproduktivnimi vedenji na delovnem mestu. Tako naj bi posamezniki z višjim nivojem kognitivnih sposobnosti imeli dovolj daljnovidnosti, da se ne vključujejo v taka vedenja . Torej imajo visoke kognitivne sposobnosti inhibitorni efekt. Osebe z nizko kognitivno sposobnostjo se lahko odločijo za kontraproduktivna vedenja, ker so povezana z direktnimi koristmi (na primer izogibanje delu, da lahko ta čas izkoristijo za zasebne opravke). Predvidevamo, da med tem osebe z nizkimi kognitivnimi sposobnostmi pogosto zanemarijo kontrast med takojšnjimi koristmi in daljnosežnimi posledicami (na primer: dajati negativen vtis o sebi). Jansen (1998) je glede na to predvidel, da si osebe z nizkim IQ-jem ne uspejo primerno in realistično predstavljati posledic njihovih dejanj. Njihova trenutna vedenja so tako manj premišljena in bolj impulzivna.

#### Implikacije
Raziskave so pokazale, da so kognitivne zmožnosti pomembnem napovednik učinkovitosti dela. Večina psihologov uporablja testiranje kognitivnih sposobnosti za napovedovanje uspeha učenja, uspešnosti pri nalogah in splošne uspešnosti pri delu, lahko pa služijo tudi zmanjševanju kontraproduktivnega vedenja med zaposlenimi. Obe izboljšavi, tako v opravljanju dela kot zmanjševanju kontraproduktivnih vedenj, pripomoreta k splošni vrednosti sistemov selekcije zaposlenih, ki vključujejo ocene kognitivnih sposobnosti. Organizacije, ki te teste uporabijo kot del njihovih ocen prosilcev za delo in sistematično uporabljajo dosežke na testih za odločitve o zaposlovanju delavcev, bodo opazile upad kontraproduktivnih vedenj med zaposlenimi.

### Povezava z osebnostnimi lastnostmi
Odnos med osebnostjo in kontraproduktivnim vedenjem je bil dobro raziskan. Ker je kontraproduktivno vedenje izbirno,je bolj verjetno pod vplivov osebnostnih značilnosti kot faktorjev, povezanih s sposobnostmi. Raziskave so pokazale, da nobena od [velikih pet faktorjev osebnosti|petih velikih] ne napoveduje odsotnosti in nesreč na delovnem mestu, vseh pet facet napoveduje premalo prometa, samo sprejemljivost in vestnost pa napovedujeta deviantno vedenje. Drugi so odkrili, da je vestnost negativno povezana s kontraproduktivnim vedenjem. Sprejemljivost in vestnost sta negativno povezane z organizacijsko in interpersonalno devianco kor meri kontraproduktivnega vedenja. Iz vseh teh študij lahko vidimo, da je osebnost lahko prediktor kontraproduktivnega vedenja, pri čimer sta sprejemljivost in vestnost konsistentna prediktorja. 

Pet mehanizmov, s katerimi osebnost lahko vpliva na kontraproduktivno vedenje :
1. Osebnost kot direktna determinanta kontraproduktivnega vedenja.
2. Osebnost kot determinanta odnosa do kontraproduktivnih vedenj, z odnosi, ki vodijo do različnih kontraproduktivnih vedenj
3. Osebnost kot determinanta zaznavnih spremenljivk, ki vključujejo zadovoljstvo na delovnem mestu, razpoloženja, stres in nepravičnost.
4. Osebnost kor moderator zaznav okoljskih dogodkov (dogodke, ki jih nekateri vidijo kot nepravične, drugi vidijo kot pravične)
5. Osebnost kot moderator kognitivnih, afektivnih in emocionalnih reakcij na zaznane okoljske dogodke (osebnost vodi do različnih vedenjskih reakcij na nepravice).

### Povezava z lokusom kontrole
Lokus kontrole je obseg, do katerega oseba verjame, da nadzoruje, kaj se dogaja okoli njega (tako pozitivni kot negativni dogodki), in je tako lahko individualni faktor, ki je v povezavi s kontraproduktivnim vedenjem. Oseba z notranjim lokusom kontrole verjame, da je odgovorna za svoja dejanja, oseba z zunanjim lokusom kontrole pa verjame, da so zunanje sile (usoda, možnosti, druge osebe) odgovorne za stvari, ki se jim dogajajo. Lokus kontrole je povezan z zadovoljstvom z delom in delovno uspešnostjo, posledično pa je lahko povezan tudi s kontraprodukvnim vedenjem. Tisti z zunanjim lokusom kontrole tako pogosteje izvajajo kontraproduktivna vedenja, ker verjamejo, da so ta vedenja sprejemljiva.

### Povezava z vrednotami
Vrednote so principi za dejanja, ki združujejo abstraktne cilje v življenju in modele ravnanja, ki jih oseba ali skupina ocenjuje kot boljše od drugih v določenih kontekstih in situacijah. Ker so vodilni principi v posameznikovem življenju, imajo najverjetneje vpliv na kontraproduktivno vedenje. Negativno je kontraproduktivno vedenje povezano z dobrohotnostjo, pozitivno s hedonizmom in stimulacijo. Nobena od vrednot ni povezana s tistimi kontraproduktivnimi vedenji, ki so usmerjena proti drugim osebam v organizaciji, dobrohotnost, dosežek in spodbuda kot vrednote pa so povezane s kontraproduktivnim vedenjem, usmerjenim proti organizaciji.

## Prediktorji in korelati neproduktivnosti na delovnem mestu

### Čustva
Čustva imajo vpliv na vse vidike našega vsakdana, med drugim tudi na delo. Negativna čustva, kot so anksioznost in jeza, pozitivno napovedujejo delovno neproduktivnost. Tako npr. tisti zaposleni, ki so bolj nagnjeni k negativnemu čustvovanju, pogosteje kažejo neproduktivnost na delovnem mestu, medtem, ko je produktivnost pri tistih s pozitivnim čustvovanjem višja.

### Starost
Starost delavca naj bi bil pomemben prediktor produktivnosti na delovnem mestu, čeprav le-ta naj ne bi napovedovala uspešnosti izvedbe delovnih nalog, kreativnosti, a vendar je negativno povezana z neproduktivnostjo na delovnem mestu. Starejši zaposleni so manj agresivni, manj zamujajo na delovno mesto, pri njih je zloraba drog manj pogosta, odsotnost z delovnega mesta brez razloga je pri njih manj pogosta (medtem, ko je odsotnost zaradi bolezni pogostejša). Razlog temu naj bi bil, da so starejši sposobni večje samoregulacije in samokontrole.

### Kognitivne sposobnosti
Ugotovitve glede povezav med kognitivnimi sposobnostmi in neproduktivnim vedenjem so precej kontradiktorne. V neki študiji so ugotovili, da so neproduktivne oblike vedenja povezane z visoko izraženimi kognitivnimi sposobnostmi. Spet druge raziskave so pokazale, da je generalni faktor inteligentnosti nepovezan z neproduktivnim vedenjem.

### Emocionalna inteligentnost
Emocionalna inteligentnost je opredeljena kot sposobnost prepoznati, razumeti in uravnavati čustva, tako svoja, kot čustva drugih, ter ravnati v skladu s temi čustvi. Delavci z višje izraženo emocionalno inteligentnostjo naj bi bili manj nagnjeni k neproduktivnemu vedenju, prav tako se lažje spoprijemajo s stresom, bolj uspešni so pri reševanju konfliktov.

### Interpersonalni konflikt
Interpersonalni konflikt na delovnem mestu je pomemben dejavnik neproduktivnega vedenja. Le-tak konflikt na delovnem mestu s šefom lahko vodi do oblik kot so kljubovanje šefu, namernega povzročanja škode ter zarotniškega sodelovanja s sodelavci proti šefu. Konflikt s sodelavci pa lahko vodi do nadlegovanja, ustrahovanja, norčevanja, fizičnega obračuna itd.

### Omejitve na delovnem mestu
Več in bolj stroge omejitve so pozitivno povezane z neproduktivnim vedenjem na delovnem mestu. Poleg tega se marsikaterim neproduktivnim posameznikom s časom zdi, da so postale omejitve strožje.

### Osebnost
V okviru raziskav petih faktorjev osebnosti (vestnost, sprejemljivost, ekstravertnost, odprtost ter nevroticizem) in njihove povezanosti z neproduktivnostjo na delovnem mestu je bilo ugotovljeno, da so vse povezane z neproduktivnostjo. Pri osebah z nižje izraženo vestnostjo je neproduktivnost povezana v večji meri, prav tako pri osebah z nižjo sprejemljivostjo, saj so te osebe bolj nagnjene k interpersonalnim konfliktom. Pri introvertnih osebah so kraje bolj pogoste.

### Narcizem
Zaposleni z višje izraženo dimenzijo narcistične osebnosti, so bolj nagnjeni k neproduktivnemu vedenju, predvsem če je delovno okolje bolj stresno.

### Samokontrola
Za ta pojem je bilo ugotovljeno, da je zelo pomemben v povezavi z neproduktivnim vedenjem na delovnem mestu. Le-ta je tudi pozitivno povezana s starostjo – višja kot je starost, večja je samo-kontrola.

### Osebnost ciljne osebe
Ugotovili so tudi, da je pri neproduktivnem vedenju, predvsem pri takem, ki je usmerjeno proti sodelavcu predvsem pomembna, kakšna je osebnost tega sodelavca. Prav tako je od osebnosti te osebe odvisno, kako pogosto bo ta oseba žrtev deviantnega sodelavca, v kakšni obliki bo to deviantno vedenje in kakšna bo intenziteta. Ugotovili so, da so tisti z nižje izraženo sprejemljivostjo in vestnostjo ter višje izraženim nevroticizmom pogosteje žrtve.

## Primerjava kontraproduktivnega vedenja in vedenja v dobrobit organizacije
V literaturi obstajajo nasprotujoče si perspektive. Prva je, da vedenje v dobrobit organizacije in kontraproduktivno vedenje v resnici ne predstavljata ločenih domen izvajanja, vendar so vedenja v dobrobit organizacije in kontraproduktivna vedenja locirana na nasprotnih točkah enega kontinuuma (Bennett in Stamper, 2001). Pod to perspektivo bi bila uspešnost široko konceptualizirana kot uspešnost pri nalogi in uspešnost, nepovezana z nalogo. Uspešnost, nepovezana z nalogo vključuje vedenja tako na domeni vedenja v dobrobit organizacije kot na kontraproduktivni domeni. Druga perspektiva je, da sta vedenje v dobrobit organizacije in kontraproduktivno vedenje ločena konstrukta učinkovitosti, in da bi morala biti obravnavana kot ločeni dimenziji. 

Veliko osnov je za teorijo o enem kontinuumu. Prva je semantična: vedenje v dobrobit organizacije in kontraproduktivno vedenje sta alternativno označena kot prosocialno in antisocialno vedenje, in te oznake so intuitivno postavljene na nasprotna pola. Druga osnova so raziskave, ki dajejo rezultate, ki se ujemajo s teorijo o enem kontinuumu. 

Perspektiva o dveh ločenih konstruktih ne gleda na vedenja v dobrobit organizacije in kontraproduktivna vedenja, kot bi bila na enem samem kontinuumu. Vsako domeno konceptualizira kot ločen kontinuum, pri katerem je lokacija osebe na kontinuumu determinirana s pogostostjo in doslednostjo, s katero oseba kaže vedenje. Glede na to perspektivo je vsaj konceptualno možno, da oseba kaže visoke nivoje tako kontinuumu vedenja v dobrobit organizacije kot tudi kontraproduktivnem kontinuumu.

## Pogostost neproduktivnega vedenja
Pogostost neproduktivnega vedenja se ugotavlja predvsem s poročanjem sodelavcev o problematičnih posameznikih. Neformalne norme na delovnem mestu pa so tiste, ki na nek način preprečujejo delavcem, da bi poročali o neprimernem vedenju sodelavca, čeprav se ta tendenca o poročanju zveča, ko je celotna skupina posredno kaznovana zaradi neproduktivnega posameznika. Na poročanje o tem pa v veliki meri vplivajo, kako emocionalno blizu so si sodelavci med sabo, resnost neproduktivnega dejanja in prisotnost prič. Sodelavci bolj pogosto poročajo, če je to vedenje resnejše, če je dejanju prisotnih več prič in če si niso čustveno blizu z osebo, ki se obnaša neproduktivno ali deviantno. Največji problem pri samem opazovanju, beleženju in opredeljevanju neproduktivnega vedenja pa je tudi ta, da je veliko oblik neproduktivnosti izvršene na prikrit način. Najbolj pogosto neproduktivno dejanje je kraja, ki organizacijam po vsem svetu letno povzroča milijarde dolarjev izgube.

## Učinki neproduktivnosti na delovnem mestu
Najbolj pogosta posledica neproduktivnosti na delovnem mestu je upad uspešnosti in s tem dobička organizacije. Posledica je lahko tudi nezadovoljstvo strank, konflikti na delovnem mestu med delavci ali pa z nadrejenimi, prihaja tudi do stresa na delovnem mestu. Če so delavci nemotivirani za delo, to predstavlja stres tudi za vodilne, neproduktivnost enega delavca vpliva tudi na motivacijo drugega, prihaja tudi do tega, da podjetja zamudijo določene roke ipd.

## Motiviranje zaposlenih in produktivnost
Zadovoljevanje potreb poteka tudi na delovnem mestu. Posameznikovo vedenje je vedno usmerjeno proti nekemu cilju, tudi na delovnem mestu, zato posameznikove potrebe in cilji vplivajo tudi na njihovo uspešnost na delovnem mestu. Po Maslowu mora oseba najprej zadovoljiti svoje temeljne potrebe, da lahko začne zadovoljevati potrebe višjega reda. Tako je tudi na delovnem mestu potrebno, da so zadovoljene delavčeve temeljne potrebe. Potrebo po pripadnosti zadovolji s socialnimi interakcijami s sodelavci, potrebo po varnosti je zadovoljena, če je delovno mesto varno. Potreba po ugledu in spoštovanju se povezuje z našo samozavestjo, samospoštovanjem, neodvisnostjo ter z željo, da bi bili prepoznani, imeli nek ugled in bili sprejeti. Če so te potrebe na delovnem mestu zadovoljene na pravilen način, se to lahko odraža v večji produktivnosti posameznika. Nadrejeni naj bi tako za večjo produktivnost svojih zaposlenih najprej morali zagotoviti, da so zadovoljene njihove temeljne potrebe, potem pa vse ostale. Najbolj produktivni posamezniki so tisti, kateri imajo zadovoljene tudi potrebe po samoaktualizaciji.